# Mi corazón insiste en Lola Volcán
Mi corazón insiste en Lola Volcán es una telenovela estadounidense producida por Telemundo Studios para Telemundo en 2011. Es una adaptación de la telenovela colombiana de Julio Jiménez, Yo amo a Paquita Gallego.
Esta protagonizada por Carmen Villalobos y Jencarlos Canela, coprotagonizada por Rossana San Juan y Carlos Torres, junto con Ana Layevska, Gerardo Murguía, Roberto Mateos, Rubén Morales, Carolina Tejera y Fabián Ríos en los roles antagónicos, y con la actuación estelar de la primera actriz Angélica María.
En Estados Unidos salió al aire esta serie el 23 de mayo de 2011 en Telemundo y terminó el 28 de noviembre de 2011, su horario es a la 8pm/7c. Como con la mayoría de las otras telenovelas de Telemundo, cuenta con la red de transmisiones subtítulos en inglés como subtítulos cerrados en CC3. 
Tras el éxito que obtuvo la telenovela luego de haber ganado en las categorías «Telenovela del año», «La pareja perfecta», «Protagonista favorito» «El mejor momento de la mala suerte» y «Mejor Banda sonora en una telenovela» en los Premios Tu Mundo, el actor Carlos Ferro propuso el lanzamiento da la webnovela Vuelvo a ti, un Spin-off de Mi corazón insiste en Lola Volcán, donde actuó al lado de la actriz venezolana Vanessa Pose y Cynthia Olavarría.

## Sinopsis
Narra la historia de amor de Lola (Carmen Villalobos) y Andrés (Jencarlos Canela), dos jóvenes que se aman desde niños. Andrés llama a Lola cariñosamente "Mi salamandra", por la afición de la muchacha a treparse a los árboles continuamente y se la pasa dibujando salamandras por todos lados junto a la leyenda "Yo amo a Lola Volcán". Lola es una joven diferente al resto de las personas por un gesto particular: no sabe llorar, ni en los momentos más dolorosos de su vida. Al ser de clases sociales diferentes, sus familias se oponen a su relación y con tal de separarlos, Andrés es enviado a una academia militar por su padre, Marcelo Santacruz (Gerardo Murguía) pero este decide escaparse de allí una noche junto con Lola para poder casarse en Las Vegas. Cuando los padres de Andrés y la familia de Lola se enteran lo que están tramando, llegan a dicha ciudad a impedir ese matrimonio.
Andrés es regresado a la academia militar y Marcelo, no conforme con esto, envía a Lola a la cárcel acusándola de un crimen que no cometió y por el cual es condenada a 10 años de prisión. La mamá de Andrés, Laura (Elluz Peraza) visita a Lola en la cárcel y le pide que no condene a su hijo a sacrificar su vida por tanto tiempo solo para esperar que ella salga libre, por lo que Lola, con todo el dolor de su corazón decide dejar que Andrés haga su vida con otra mujer.
Cuando Andrés sale de la academia militar y se entera lo ocurrido con Lola, decide ir a verla a la cárcel pero ella se niega a verlo y le envía una carta en donde le miente contándole que fue condenada por matar a su amante y que solo estuvo con él por su dinero, que no quiere nada más con él. Andrés cree la mentira de Lola y decide olvidarse de ella para siempre.
Pasan cinco años, Andrés está pronto a casarse con Débora Noriega (Ana Layevska) su eterna enamorada y rival de toda la vida de Lola, quien acaba de salir de la cárcel bajo libertad condicional. Por una suerte del destino, la noche de su despedida de soltero, Andrés se reencuentra con Lola en un bar donde ella consiguió trabajo tras salir de la cárcel. Andrés descubre que la joven tiene tatuado en su piel el dibujo de la salamandra que él le regaló ya hace mucho tiempo atrás. Tras una fuerte discusión debido al fuerte carácter de ambos, Lola y Andrés acaban reconciliándose ya que no han dejado de amarse. Andrés rompe su compromiso con Débora para poder estar con Lola, sin embargo la felicidad les dura poco pues Andrés sufre un accidente en el avión que viajaba con su madre, en el cual es dado por muerto. Como si esto no fuera poco para Lola, su tía Chabela (Angélica María) muere tras estar mucho tiempo enferma y su mamá Soledad (Rossana San Juan) sufre una enfermedad mental por lo que es llevada a un hospital psiquiátrico el cual Lola no puede pagar. Diógenes Rugeles, un doctor y viejo amigo de su tía Chabela se compromete a ayudarla con la condición de que se case con él. Desesperada, Lola acepta la propuesta sin importarle que el doctor le triplica en años y parece su abuelo. 
Andrés es encontrado por su tía Sofía (Cynthia Olavarría) en las calles de Nueva York, el joven perdió la memoria tras el accidente y la recupera justo cuando Lola está a punto de casarse con el doctor Rugeles. Andrés no puede impedir dicha boda y desencantado de su salamandra, decide irse a Las Vegas con Débora, con quien se casa por despecho en la misma iglesia donde iba a casarse con Lola hacía un tiempo atrás. Luego se muda a una casa frente a la que vive Lola con el doctor, donde ambos aprovechan la oportunidad que se les presenta para fastidiarse el uno al otro.
Rodrigo Suárez (Carlos Torres) es un agente de la policía y buen amigo de Lola, aparte de ser el verdadero padre de Andrés (este no lo sabe) decide hacerle ver al joven los motivos que orillaron a Lola a casarse con el doctor por lo que lo lleva a ver el infierno que la muchacha vivió en la cárcel y lo grave que es el estado mental de Soledad. Es así como Andrés comprende lo injusto que fue con Lola y decide buscarla para pedirle perdón y la oportunidad de poder estar juntos, pero Lola está muy dolida con él y no acepta ni sus disculpas ni regresar con él. 
Rugeles intenta tomar a Lola por la fuerza pero muere en el intento de un ataque al corazón debido a que unos minutos antes consumió viagra y no soportó ver a la joven desnuda. Lola es nombrada su única heredera y Andrés, quien se lleva cada vez peor con Débora y piensa pedirle el divorcio, no pierde la oportunidad de pedirle que vuelvan a intentarlo, al tiempo que descubre que es hijo biológico de Rodrigo. Lola es quien le brinda apoyo más que nadie ante ese descubrimiento y consuman su amor una noche pensando que ya nada podrá separarlos, sin embargo sus planes se vienen abajo cuando Débora le informa Andrés que está embarazada, aunque en realidad el hijo que espera no es de Andrés sino de Marcelo, con quien lleva tiempo siendo su amante. Lola decide irse de viaje con el fin de alejarse de Andrés y para que este pueda cumplir con su rol de padre. En este viaje Lola conoce a Apolo Ferrer (Augusto Di Paolo), un famoso mediático que busca de todas las formas posibles ocultar ante la prensa que es homosexual. Apolo conoce la historia de Lola y le propone que se case con él con el fin de tapar las apariencias. Lola detesta a Apolo por su actitud tan soberbia e insoportable pero acepta con tal de que Andrés ya no la busque más. Cuando Andrés se entera decide viajar para sacar a Lola del lado de aquel payaso mediático pero no lo logra, pues una vez más Lola se ha casado sin que él pueda evitarlo. Pero al poco tiempo Lola se convierte en viuda por segunda vez, Apolo muere en un accidente en paracaídas.
En una fuerte discusión, Marcelo golpea a Débora y le provoca la pérdida de su bebé pero Débora le hace creer a Andrés que la culpable de la muerte de su hijo es Lola, a quien Andrés no le perdona y una vez más la echa de su vida sin querer escucharla. No conforme con esto, Débora asesina a Marcelo con el fin de culpar a Lola de este delito pero su plan falla y el que termina yendo a prisión es Andrés, con tal de proteger a Lola ya que en el fondo aún la ama. Andrés es condenado a cadena perpetua por el asesinato de Marcelo. 
Lola descubre que está embarazada y que el hijo que espera es de Andrés, fruto de su última noche de amor juntos. Cuando va a la cárcel a decírselo, Andrés no la deja hablar y la echa de allí culpándola una vez más del accidente de Débora pero en realidad, Andrés quiere que ella rehaga su vida ya que él nunca saldrá de allí y comprende lo que ella sufrió encarcelada.
Lola les hace creer a todos que el hijo que espera es de Apolo pero casi nadie le cree. Cuando Andrés se entera de que Lola está embarazada, se da cuenta de que el padre de la criatura es él y le pide a su tía Sofía que lleve a Lola a la cárcel, pues necesita hablar con ella. Lola ahora se niega y decide viajar a Panamá tras la pista de su mamá, quien lleva tiempo desaparecida. Pese a la terminante oposición de Andrés, Lola se va a Panamá donde da a luz a su hija, a quien llama Isabel, en honor a su tía Chabela y llama cariñosamente Chabelita.
Rodrigo y Camilo (Carlos Ferro) logran reabrir la causa de la muerte de Marcelo Santacruz y tras reunir nuevas pistas, logran sacar a Andrés de la cárcel. Andrés sale en libertad al mismo tiempo que Lola regresa de Panamá junto a su hija. Andrés le pide a Lola conocer a la niña pero ella se niega, le dice que Chabelita no es su hija sino de Apolo y que él la culpó de la muerte del hijo que iba a tener con Débora. Andrés no se queda tranquilo y se mete a casa de Lola sin que lo descubran, es así como logra conocer a su hija y por fin puede tenerla en sus brazos. Cuando Lola los ve juntos no puede con la emoción y llora por primera vez, llora de felicidad. Luego le confiesa a Andrés que él es el verdadero padre de Chabelita y que puede verla las veces que quiera.
Como si no tuvieran suficiente con Débora, un nuevo enemigo se suma llamado Ángel (Fabián Ríos) quien se obsesiona con Lola y contrata a Diana Mirabal (Carolina Tejera) para que seduzca a Andrés. Diana mata a Débora cuando ésta intenta matar a Lola y Andrés.
Lola acepta casarse con Ángel pero Andrés decide raptarla con el fin de evitar que cometa otra locura una vez más. Andrés logra convencer a Lola de que no se case con Ángel y se reconcilian, con el fin de poder estar juntos y ser una familia junto a su hija.
Cuando Lola termina su compromiso con Ángel, este se enfurece y la secuestra junto con Diana y el hijo de ésta, Marquitos. Allí secuestrada, Lola descubre que Ángel es el verdadero padre del hijo de Diana y que está detrás del secuestro de su mamá Soledad. Ángel le dispara a Diana, quien muere rato después ante los ojos de Andrés, a quien le pide que cuide de su hijo Marquitos junto con Lola, pues es una buena persona y sabrá quererlo. Marquitos logra escapar y llegar con Andrés, quien con la ayuda del niño da con el paradero de Lola. En medio de un enfrentamiento, Ángel le dispara a Andrés y Lola cree que lo mató. Ángel toma a Lola de rehén para enfrentarse a la policía quien ya rodeó el lugar, cuando se dispone a huir con Lola, Andrés sale del interior de la casa con las pocas fuerzas que le quedan pero con el suficiente amor que siente por su salamandra, allí le dispara a Ángel acabando con su vida.
Lola se reencuentra con su mamá Soledad, quien fue rescatada mientras Lola fue raptada por Ángel y Andrés se recupera completamente del balazo que recibió. 
Pese a tener todos los preparativos listos para la boda, Andrés y Lola huyen la noche previa rumbo a Las Vegas con el fin de casarse allí como iban a hacerlo desde el principio, sin embargo allí llega Camilo y les dice que no pueden casarse sin la presencia de sus seres queridos, quienes arriban al lugar. Es así como Lola y Andrés se casan en Las Vegas ante sus familiares y logran ser felices al fin.

## Elenco
| Actor/Actriz        | Personaje                                                                                  |
| ------------------- | ------------------------------------------------------------------------------------------ |
| Carmen Villalobos   | María Dolores "Lola" Volcán de Suárez / María Dolores "Lola" Guzmán Volcán "La Salamandra" |
| Jencarlos Canela    | Andrés Santacruz Palacios / Andrés Suárez Palacios                                         |
| Ana Layevska        | Déborah Noriega "La Devoradora"                                                            |
| Fabián Ríos         | Ángel Meléndez                                                                             |
| Angélica María      | Isabel "Chabela" Volcán                                                                    |
| Katie Barberi       | Victoria "Vicky" Noriega                                                                   |
| Carlos Torres       | Rodrigo Suárez                                                                             |
| Carolina Tejera     | Diana Mirabal                                                                              |
| Roberto Mateos      | Tiberio Guzmán / Carlos González                                                           |
| Rossana San Juan    | Soledad Volcán de Suárez                                                                   |
| Gerardo Murguía     | Marcelo Santacruz                                                                          |
| Alejandro Suárez    | Diógenes Rugeles                                                                           |
| Elluz Peraza        | Laura Palacios de Santacruz                                                                |
| Augusto Di Paolo    | Apolo Ferrer                                                                               |
| Mauricio Henao      | Daniel Santacruz Palacios                                                                  |
| Carlos Ferro        | Camilo Andrade                                                                             |
| Cynthia Olavarría   | Sofía Palacios                                                                             |
| Roberto Huicochea   | José "Pepe" Linares                                                                        |
| Rubén Morales       | Ramón Noriega                                                                              |
| Paloma Márquez      | Adela "Adelita" Linares de Santacruz                                                       |
| Jeannette Lehr      | María Etelvina Rengifo                                                                     |
| Liannet Borrego     | Verónica Alcázar                                                                           |
| Jéssica Más         | Lula Yip "La Feliz"                                                                        |
| Freddy Víquez       | Agapito de la Hoya                                                                         |
| Lino Martone        | Fulgencio López                                                                            |
| Adrián Di Monte     | Papi                                                                                       |
| Adriana Oliveros    | Tamara                                                                                     |
| Karlos Anzalotta    | Pablo Barrientos                                                                           |
| Carlos Pítela       | Patólogo                                                                                   |
| Charly Peña         | El médico de Débora                                                                        |
| Cristian Adrián     | Javier                                                                                     |
| Cyril Serrao        | Colita                                                                                     |
| Duvier Poviones     | Mike Méndez                                                                                |
| Eduardo Caprile     | Manuel Carrera                                                                             |
| Elioret Silva       | Dimas                                                                                      |
| Enrique Herrera     | Tom Velásquez                                                                              |
| Frank Guzmán        | Hugo                                                                                       |
| Gilberto Santa Rosa | Él mismo                                                                                   |
| Gladys Yáñez        | Consuelo "La Nana"                                                                         |
| Guadalupe Hernández | Weseslau                                                                                   |
| Héctor Zavaleta     |                                                                                            |
| Héctor Alejanro     | Francisco López Glen                                                                       |
| Helmy Lavezarri     | Dora                                                                                       |
| Hely Ferrigny       | Fiscal                                                                                     |
| Jacqueline Márquez  | Jennifer Dupond                                                                            |
| Jorge Luis Portales | Palanqueta                                                                                 |
| Juan Troya          | Dr. Carlos Medina                                                                          |
| Julio Torresoto     | Abogado                                                                                    |
| Laura Ferreti       | Elvira Duval                                                                               |
| Luis Arturo Ruiz    | Mario                                                                                      |
| Lucas Grande        | Tito                                                                                       |
| Marina Catalán      | Tatuador                                                                                   |
| Miguel Colón        | Miguel Martínez                                                                            |
| Manolo Coego Jr     | Dr. Ramiro Pantoja                                                                         |
| Nicolás Terán       | Carlos Mora                                                                                |
| Omar Fabel          | León Almeteros                                                                             |
| Omar Nassar         | Miraval Roberto "Bobby"                                                                    |
| Orlando Casín       | Sacerdote                                                                                  |
| Oscar Díaz          | Sacerdote                                                                                  |
| Patricia Noguera    | Yolanda                                                                                    |
| Juan Assis          | Juan Assis "El Ateo"                                                                       |
| Patricio Doren      | Mike Correa                                                                                |
| Ramón Morell        | Londoño                                                                                    |
| Raúl Arietta        | Periodista de televisión                                                                   |
| Reinaldo Cruz       | Félix Hernández                                                                            |
| Tamara Melian       | Rosa de Francia                                                                            |
| Vanessa Apolito     | Empleado de la aerolínea                                                                   |
| Vannessa Nevader    | Vanessa                                                                                    |
| Adela Morice        | Varias funciones adicionales                                                               |
| Dalisa Alegría      | Dalisa                                                                                     |

## Premios y nominaciones
Premios People en Español 2011
| Categoría              | Nominado(a)       | Resultado |
| ---------------------- | ----------------- | --------- |
| Mejor Telenovela       | Mejor Telenovela  | Nominada  |
| Mejor Actriz           | Carmen Villalobos | Nominada  |
| Mejor Actor            | Jencarlos Canela  | Nominado  |
| Mejor Actor Secundario | Carlos Ferro      | Nominado  |
| Mejor Actor Secundario | Mauricio Henao    | Nominado  |

### Miami Life Awards
| Año  | Categoría              | Nominado (a)              | Resultado |
| ---- | ---------------------- | ------------------------- | --------- |
| 2012 | Mejor Telenovela       | Aurelio Valcárcel Carroll | Nominada  |
| 2012 | Protagonista Femenina  | Carmen Villalobos         | Nominada  |
| 2012 | Protagonista Masculino | Jencarlos Canela          | Nominado  |
| 2012 | Actriz de Reparto      | Ana Layevska              | Nominada  |
| 2012 | Actor de Reparto       | Carlos Ferro              | Nominado  |
| 2012 | Actor de Reparto       | Mauricio Henao            | Nominado  |
| 2012 | Primera Actriz         | Angélica Maria            | Ganadora  |
| 2012 | Primer Actor           | Roberto Huicochea         | Ganador   |

## Versión original
«Yo amo a Paquita Gallego», es la versión original de la historia, telenovela colombiana protagonizada por Cristina Umaña y Andrés Juan.